# Церковь Ильи Пророка (Сызрань)
Церковь Ильи Пророка — храм Сызранской епархии Русской православной церкви, находится в Сызрани на Интернациональной улице.

## История
Ильинская церковь в Сызрани была возведена в XVII в. в местности, заселённой симбирскими, казанскими и прибывшими из других земель казаками, а также солдатами. Они пожелали возвести здесь церковь, и по инициативе трёх сызранцев — Петра Куропаткина, Семёна Павлыгина, Козьмы Вандышева — в городе была построена деревянную церковь во имя пророка Илии с приделом в честь Николая Чудотворца.
Эта церковь просуществовала несколько десятилетий, и в 1776 г. сызранцы обратились к казанскому архиепископу Вениамину с просьбой разрешить возвести вместо пришедшей в ветхость деревянной церкви каменный храм. Просьба была удовлетворена, и каменная церковь была построена. Для неё был выбран стиль «нарышкинского барокко» с симметрией элементов, уравновешенностью объемов и большим числом декоративных деталей.
Во время большого сызранского пожара 1906 г. церковь серьёзно пострадала, но вскоре была восстановлена. Её здание было расширено, а вход в неё перенесён с Набережной улицы на Ильинскую. Церковь была перестроена в 1912—1913 гг.: её алтари установили в одну линию, а также установили водяное отопление.
После Октябрьской революции 1917 г. церковь продолжала работать. Сохранился документ, датированный концом 1919 г. и регламентировавший деятельность организованного религиозного общества Ильинской церкви, согласно которому прихожане церкви обязывались
… не допускать: политических собраний, враждебного советской власти направления, раздачи или продажи книг, брошюр антисоветского содержания, а также произношение проповедей, враждебных советской власти
В том же документе приводилась подробная опись церковного имущества, включавшая в себя даже описание одежды священнослужителей.
В 1926 г. церковь была ограблена и последующие три года испытывала значительные финансовые проблемы. В 1930 г. Ильинская община была расформирована, здание церкви было передано для хозяйственных нужд: с 1940 г. оно арендовалось заводом «Сызраньсельмаш», а именно цехом № 10. Этому не помешало даже то, что согласно Решению облисполкома № 617 от 19.11.1966 г. Ильинская церковь была признана памятником архитектуры местного значения.
В 1993 году здание церкви было возвращено верующим, и там начались восстановительные работы.